# Piotr Kuklis
Piotr Kuklis, né le 14 janvier 1986 à Łódź, est un footballeur polonais. Il est milieu de terrain à l'Zawisza Bydgoszcz.

## Carrière
- 2004-2008 :  Widzew Łódź
- 2008-2009 :  GKS Bełchatów (prêt)
- 2009-2011 :  Widzew Łódź
- 2011-2013 :  Arka Gdynia
- depuis 2013 :  Zawisza Bydgoszcz

## Palmarès
- Vice-Champion de Pologne : 2007
- Vainqueur de la Coupe de Pologne : 2014
- Finaliste de la Coupe de la Ligue polonaise : 2007
- Finaliste de la Supercoupe de Pologne : 2007

## Sélection
Depuis 2007, Piotr Kuklis compte deux sélections avec la Pologne.